# Judaísmo reconstrucionista
Judaísmo reconstrucionista é um movimento do judaísmo fundado no século XX nos Estados Unidos pelo rabino Mordecai Kaplan (1881–1983), dando ênfase à ideia de Judaísmo como uma civilização, na frase de Kaplan que é o título do seu livro mais famoso. Kaplan rejeitou a religião baseada no sobrenaturalismo, dizendo: "Religião sobrenatural é a fase da religião
de astrologia e alquimia." O único seminário do movimento, o Reconstructionist Rabbinical College em Filadélfia, foi fundado em 1968. Dentre os movimentos judéus, o Reconstrucionismo era um pioneiro na igualdade das mulheres nos ritos, e desde sua fundação o seminário aceitou mulheres para estudar a ser rabinos, sendo o primeiro colégio rabínico que fêz isso.
Kaplan foi originalmente um rabino ortodoxo, e depois conservador. Desde 1922 deixou suas afiliações ortodoxas e desenvolveu o seu pensamento numa direção mais liberal e contribuiu para a expansão deste movimento, que se caracteriza pelos seguintes princípios:
- crença de que a autonomia individual geralmente se sobrepõe à lei e costume tradicional judaica, mas que ao mesmo tempo que considera que as práticas individuais devem ser tomadas no contexto do consenso comunal. Isto leva a uma posição um pouco mais tradicional do que o Judaísmo Reformista.
- uma atitude positiva para com a cultura moderna.
- a crença de que os estudos tradicionais rabínicos, bem como os modernos estudos críticos acadêmicos de textos são ambos métodos válidos.
- um método não fundamentalista de ensino dos princípios de fé judaicos, juntamente com a crença de que nenhum judeu é obrigado a aceitar todos ou algum dos princípios de fé.
- A rejeição da crença de que os judeus sejam o povo escolhido,[13] bem como a rejeição de todos os milagres e do teísmo.